# Cinema Capitole
Cinema Capitole in het centrum van Aalter, was een van de laatst overgebleven onafhankelijke dorpscinema’s van Vlaanderen.

## Voorgeschiedenis[4]
Reeds voor de Tweede Wereldoorlog stond af en toe een kleine cinematent te Aalter. De echte cinema kwam pas na de bevrijding in 1944. De eerste filmvertoningen in de Patronaatszaal waren vooral bestemd voor de geallieerde soldaten die in Aalter verbleven. Aalter had de smaak van de film te pakken want ook als de soldaten vertrokken waren, werden geregeld films gedraaid, nu eens in de Patronaatszaal, dan weer in de zaal van het Kristen Volkshuis op de Markt. Die voorstellingen hadden zo'n succes dat, wie niet tijdig aanwezig was, geen zitje meer vond.

### Actualiteit en fictie
Elke voorstelling begon met de actualiteit. Zo werden de eerste beelden vertoond van de bevrijding van de concentratiekampen: uitgemergelde lichamen, stapels lijken. De rauwe realiteit van het nazirijk werd visueel getoond. De parochiale geestelijkheid was in paniek. Een cinemazaal buiten hun controle kon niet. Meteen ging E.H. Van Impe, een jong en zeer dynamisch onderpastoor, op ronde. Al wie begaan was met de godsvrucht en zedelijke gaafheid van Aalter werd aangesproken en deed zijn of haar duit in het zakje. De oudste Patronaatszaal werd vlug omgebouwd tot cinemazaal. De allereerste film werd gedraaid. Die eerste film, getiteld The Fighting Sullivans ("Ik had vijf zonen." in het Nederlands), was een oorlogsfilm, een loflied aan de vijf zonen die in het Amerikaans leger vochten en ... alle vijf sneuvelden.

### Succesfilms uit de beginjaren
Succesfilms uit die tijd waren: Jongensstad (Boys Town), Meisjesstad (Girls Town), Tarzanfilms, Pater Damiaan, Bernadette Soubirous.

### Censoren
Typisch voor die tijd waren de censoren. De katholieke filmliga keurde elke film en die quotering stond in de katholieke krant te lezen. Zo waren er films: voor allen, kinderen niet toegelaten, streng voorbehoud, te mijden en af te raden. In de Pax (ontmoetingszaal) waren de kinderen altijd toegelaten en daar zorgden de plaatselijke censoren voor. Op zaterdagnamiddag werd de film bekeken door een paar mensen. Op advies van die censoren werd in de film geknipt en gekleefd tot elke film voor kinderen geschikt was.

## Beginperiode

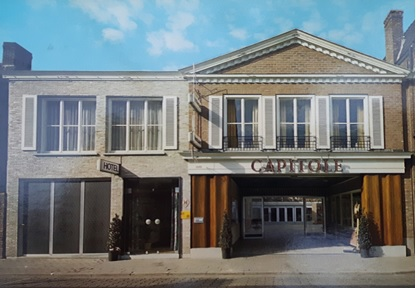
Cinema Capitole kort na de bouw

Cinema Capitole werd gebouwd in opdracht van de familie Maes afkomstig uit Ruiselede.  Een jaar nadat de bouwwerken starten, op 23 oktober 1957, werd de eerste film gedraaid. Dat was ‘The King and I’ met Yul Brynner en Deborah Kerr.

## Periode 2008-2017

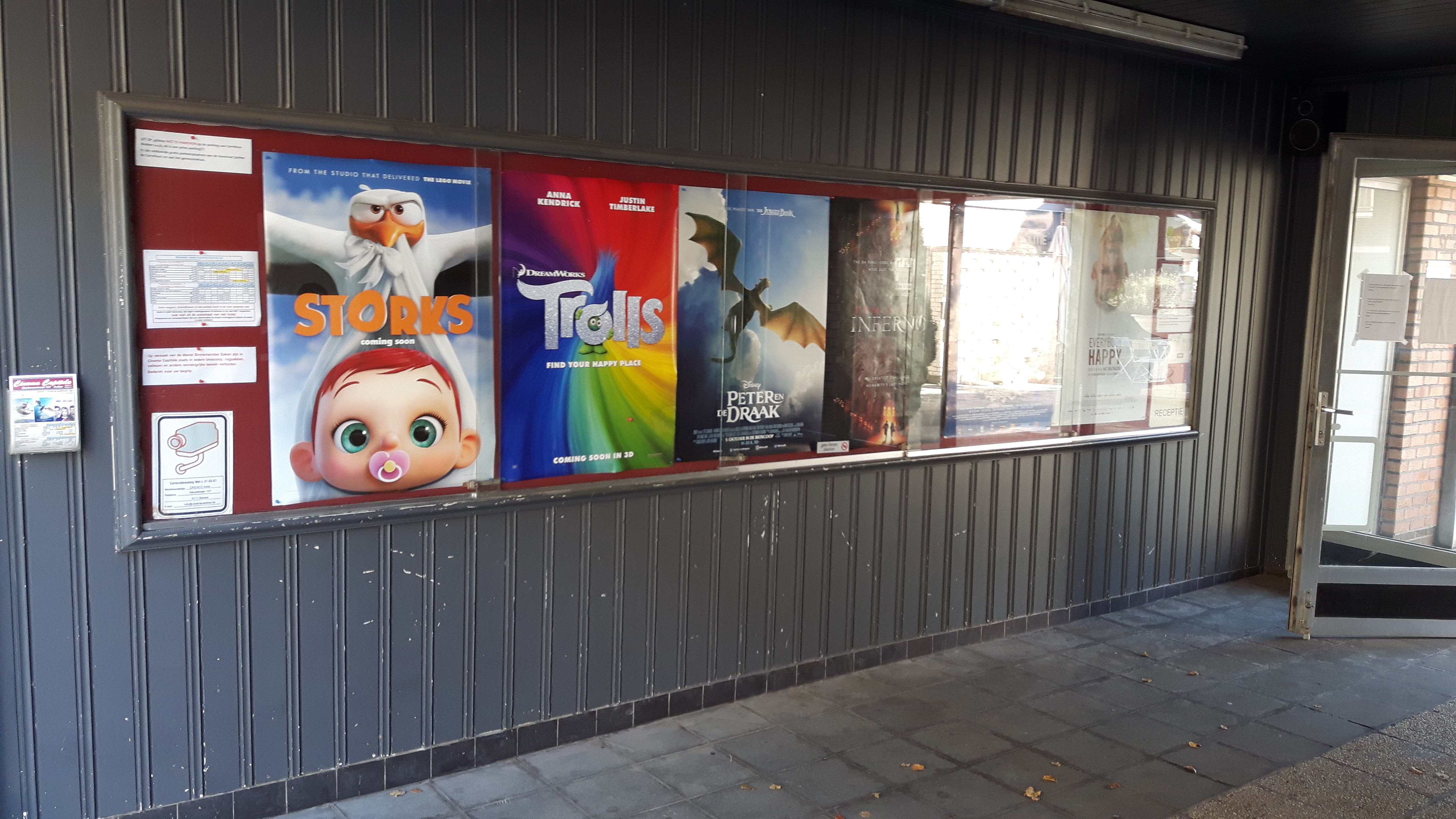
Cinema Capitol affichering

In 2008 nam Jean-Claude Maes (geen familie van de oorspronkelijke stichter Maes) het roer in handen bij cinema Capitole. Onder het oog van deze filmfanaat werd de filmzaal met 364 plaatsen (oorspronkelijk 609 plaatsen) volledig gerenoveerd en beschikt deze over een dolby surround geluidssysteem, digitale projectie en een scherm van 60 m².
Na de renovatie werd gekozen voor een origineel decor met kroonluchter, een podium en een cinemagordijn. In geen enkele Belgische cinema vond je zoveel beenruimte. De gerenoveerde filmzaal werd heropend op 15 december 2008, toen ging Christmas In Paris  in nationale avant-première in cinema Capitole. Het succes van de Vlaamse film en de familiefilm in de cinema Capitole zorgde voor vertrouwen bij de filmverdelers en zo werd het steeds eenvoudiger om steeds nieuwe films net na het uitkomen te vertonen.

### Groene Pluim
In 2011 ontving Jean-Claude Maes de jaarlijks uitgereikte groen pluim door Groen! Aalter. Hij ontving deze prijs om film opnieuw op de kaart te zetten in Aalter en om een aantrekkelijke programmatie uit te bouwen. Hij maakt de film toegankelijk voor iedereen door een laag tarief te vragen en door extra voorstellingen voor mensen in armoede te organiseren.

### Sluiting
De deuren van Cinema Capitole gingen definitief dicht in 2017. Dat gebeurde nadat uitbater Jean-Claude Maes en de eigenaar van het gebouw niet tot een akkoord kwamen over nieuwe huurvoorwaarden.

## Fotogalerij

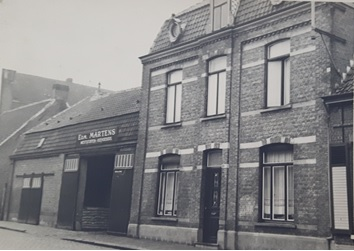
Huis voor de bouw van cinema Capitole
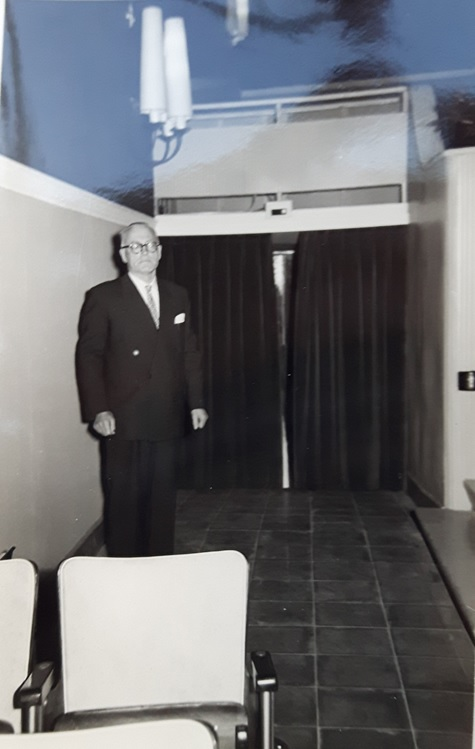
Stichter Maes in zijn cinema
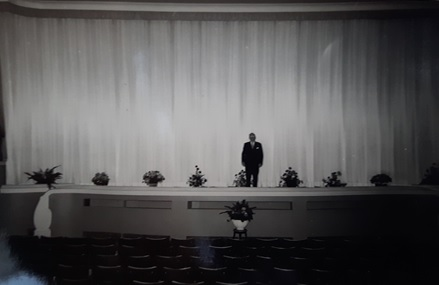
Stichter Maes in zijn cinema met podium
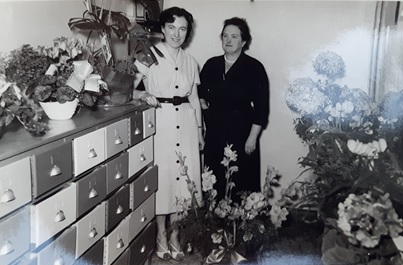
Moeder en dochter Maes 1957
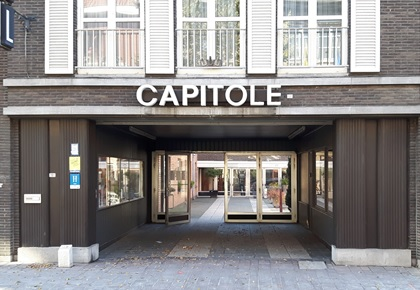
Cinema Capitole in 2016